# Письма тёмных людей

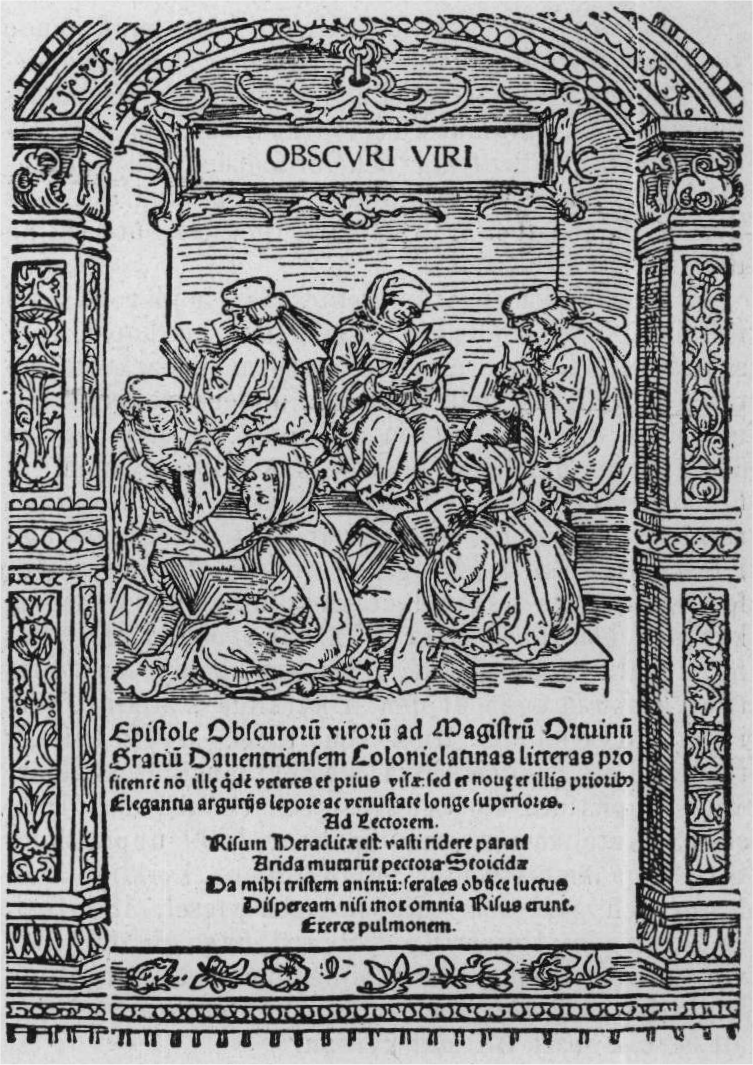
Издание 1515 года.

«Пи́сьма тёмных люде́й» (лат. Epistolæ Obscurorum Virorum) — анонимно изданная в Германии книга в двух частях (1515 и 1517), содержавшая в себе сатиру, направленную против схоластики и клира. Книга была написана группой гуманистов (Ульрих фон Гуттен, Крот Рубеан, Муциан Руф, Герман Буш), связанных с эрфуртским сообществом. В ней пародировалась переписка невежественных, умственно и морально убогих монахов и теологов.

## История
«Письма тёмных людей» были полемическим ответом на произведения Иоганна Пфефферкорна и его сподручных, кёльнских догматиков, вроде написанного в 1511 году «Ручного зеркала» (Handtspiegel). Авторы «Писем» принимали участие в так называемом «рейхлиновском споре» с ними и описывали догматиков, таких как кёльнские доминиканцы Ортуин Граций, Арнольд Тонгрский и прочие противники Рейхлина и гуманизма, как «тёмных людей», полных амбиций и откровенной злобы к свободной мысли.
Обскуранты, поначалу принявшие «Письма» за работу своих единомышленников, стали всеобщим посмешищем. В книге содержалась лаконичная программа гуманистического просветительства как основы освобождения страны от духовного засилия ортодоксии и вымогательств папства. Выход «Писем» стал симптомом гражданской зрелости радикальной части движения, изжившей традицию компромисса со старой церковью.
Анонимная форма выступлений гуманистов либо использование псевдонимов были довольно частым явлением того времени, поскольку, помня об инквизиции, с открытым забралом против церковных устоев осмеливались действовать немногие. Под вымышленными именами издавал, в частности, свои многочисленные сатирические диалоги, выдержанные в духе Лукиана, Крот Рубеан — инициатор создания «Писем тёмных людей».

## Отзывы
По мнению Вольтера в этой книге: «...осмеивается то же самое, что впоследствии вышутил Рабле, но немецкие насмешки имели более серьёзный эффект, чем французская весёлость. Они настроили умы сбросить иго Рима и подготовили великий переворот, расколовший церковь».

## Переводы на русский язык
Первый перевод на русский язык принадлежит Н. А. Куну; под редакцией Д. Н. Егорова в издании «Источники по истории Реформации», выпуск II (Москва, издание Высших женских курсов, 1907), затем в издательстве «Academia» (Москва—Ленинград, 1935).
В переводе С. П. Маркиша «Письма тёмных людей» выходили в серии «Всемирная литература» (Москва, «Художественная литература», 1971).